# Да здравствует король Джулиан
«Да здравствует король Джулиан» (англ. All Hail King Julien) — американский CGI-мультсериал производства компаний «DreamWorks Animation SKG». Он является приквелом мультипликационных фильмов «Мадагаскар». Сериал выходил на Netflix с 19 декабря 2014 года по 1 декабря 2017 года.

## Сюжет
События развиваются на красочном, живописном и нетронутом острове с названием Мадагаскар. Король Джулиан XIII правит своими подчиненными мудро и справедливо. Хотя, на самом деле, это не про него, ведь этот лемур не любит скучать, и не позволяет этого делать никому из королевства. Возможно, иногда его эгоизм, инфантильность, эгоцентричность и эксцентричность зашкаливают, но он всегда руководствуется своим знаменитым выражением «Лови момент!». Джулиан усердно старается обеспечить своим подчиненным интересное, экстремальное, веселое, а иногда даже опасное времяпрепровождение. А все для того, чтобы они научились проживать каждый свой день, словно последний в своей жизни. Сериал рассказывает о тех беззаботных временах, когда на острове ещё не появилась известная четверка из Нью-Йорка.

## Персонажи

### Основные персонажи
| Персонаж            | Актёр                 | Животное, роль в сериале                                 |
| ------------------- | --------------------- | -------------------------------------------------------- |
| Король Джулиан XIII | Дэнни Джейкобс        | Кошачий лемур, король лемуров                            |
| Морт                | Энди Рихтер           | Мышиный лемур                                            |
| Морис               | Кевин Майкл Ричардсон | Руконожка, помощник Джулиана                             |
| Король Джулиан XII  | Генри Уинклер         | Кошачий лемур, бывший король лемуров, дядя Джулиана XIII |
| Кловер              | Индия де Бофор        | Краснолобый лемур                                        |

### Второстепенные персонажи
| Персонаж                  | Актёр                 | Животное        | Приложение  |
| ------------------------- | --------------------- | --------------- | ----------- |
| Панчо                     | Дэнни Джейкобс        |                 | (эпизод 7)  |
| Тэд                       | Энди Рихтер           |                 | (эпизод 6)  |
| Чонси                     | Кевин Майкл Ричардсон |                 | (эпизод 3)  |
| Тодд                      | Кевин Майкл Ричардсон |                 | (эпизод 9)  |
| Авенир                    | Дидрих Бадер          |                 | [эпизод 1]  |
| Гектор                    | Джефф Беннетт         |                 | [эпизод 4]  |
| Вилли                     | Джефф Беннетт         |                 | [эпизод 7]  |
| Хорст                     | Джефф Беннетт         |                 | [эпизод 8]  |
| Мудрец Ночнойтанцор       | Джефф Беннетт         |                 | (эпизод 6)  |
| Прыгающие Крысы # 1, 2, 3 | Джон Димаджио         |                 | (эпизод 10) |
| Тимо                      | Дэвид Крамхолц        |                 | (эпизод 8)  |
| Карл                      | Дуайт Шультц          |                 | (эпизод 1)  |
| Жижи                      | Бетси Содаго          |                 | [эпизод 5]  |
| Дороти                    | Сара Тйр              |                 | [эпизод 2]  |
| Бекка                     | Сара Тйр              |                 | [эпизод 7]  |
| Лемур # 1                 | Джеймс Урбаниак       |                 | (эпизод 3)  |
| Масикура                  | Дебра Уилсон          |                 | (эпизод 4)  |
| Детёныш Фосса             | Дебра Уилсон          |                 | (эпизод 5)  |
| Роб МакТодд               | Дэвид Кокнер          | Сифака Кокереля | (эпизод 5)  |

## Эпизоды
| Сезон | Сезон        | Эпизоды | Эпизоды       | Оригинальная дата выхода |
| ----- | ------------ | ------- | ------------- | ------------------------ |
|       | 1            | 10      | 5             | 19 декабря 2014          |
| 5     | 1            | 10      | 3 апреля 2015 |                          |
|       | 2            | 16      | 16            | 16 октября 2015          |
|       | 3            | 13      | 13            | 17 июня 2016             |
|       | 4            | 13      | 13            | 11 ноября 2016           |
|       | 5 (Изганный) | 13      | 13            | 12 мая 2017              |
|       | 6            | 13      | 13            | 1 декабря 2017           |

### Сезон 1 (2014—2015)
| № | Название                    | Режиссёр                                    | Автор сценария              | Дата премьеры   |
| --- | --------------------------- | ------------------------------------------- | --------------------------- | --------------- |
| 1 | «Коронуй меня»              | Кристо Стамболив                            | Брэндон Сойер и Митч Уотсон | 19 декабря 2014 |
| Когда дядя Джулиана, король Джулиан XII узнаёт о своей судьбе от Масикуры, он отрекается от престола в пользу принца Джулиана. Новонаречённый король устраивает вечеринку привлекшую фосс, король Джулиан должен спасти свой народ и не стать закуской для фосс. |                             |                                             |                             |                 |
| 2 | «Кумкватовая статистика»    | Кристо Стамболив                            | Эллиотт Оуэн                | 19 декабря 2014 |
| Король Джулиан узнает от Жижи, что 99% лемуров за него, поэтому он хочет найти возмущающегося лемура и склонить на свою сторону. |                             |                                             |                             |                 |
| 3 | «С днём Фрэнкодарения!»     | Мэтт Энгстром и Джеймс Вуттон               | Митч Уотсон                 | 19 декабря 2014 |
| Во время празднования «Фрэнкодарения» (праздник, посвященный в честь бога неба Фрэнка), злой гений Карл желает устранить короля Джулиана. |                             |                                             |                             |                 |
| 4 | «Банан свободы»             | Мэтт Энгстром и Джеймс Вуттон               | Марк Палмер и Митч Уотсон   | 19 декабря 2014 |
| Король Джулиан заменяет себя подставным королём, выдаёт себя за «бананового Майка», который невольно начинает восстание. |                             |                                             |                             |                 |
| 5 | «Возвращение дяди-короля»   | Кристо Стамболив                            | Мэтт Шир и Митч Уотсон      | 19 декабря 2014 |
| Желающий вернуть себе трон дядя, убеждает короля Джулиана пойти осваивать земли Фосс. |                             |                                             |                             |                 |
| 6 | «Ешь, молись, отдыхай»      | Кристо Стамболив                            | Эллиотт Оуэн                | 3 апреля 2015   |
| Кловер берёт отпуск с Мортом и Жижи. Тед заменяет Кловер телохранителем короля Джулиана и случайно приводит Фоссу. Фоссы воспользовавшись отсутствием Кловер атаковали королевство.                                                                              |                             |                                             |                             |                 |
| 7 | «Ослепительный свет науки»  | Брит Хааланд и Джеймс Вуттон                | Дэн Милано и Митч Уотсон    | 3 апреля 2015   |
| Бумбокс короля Джулиана разрядился посреди церемонии. |                             |                                             |                             |                 |
| 8 | «Да здравствует Морт!»      | Кен Моррисси, Мэтт Энгстром и Джеймс Вуттон | Эллиотт Оуэн                | 3 апреля 2015   |
| Восставшие лемуры хотят отомстить за смерть «бананового Майка» |                             |                                             |                             |                 |
| 9 | «Очень, очень большая ложь» | Кристо Стамболив                            | Шэрон Флинн                 | 3 апреля 2015   |
| Король Джулиан обманывает всех, говоря что гигантский геккон испортил праздник. |                             |                                             |                             |                 |
| 10 | «Ещё чашечку, пожалуйста»   | Митч Уотсон                                 | Стивен Хеневельд            | 3 апреля 2015   |
| Король Джулиан находит мешок кофейных зерен в бухте чудес и подсаживает всех лемуров на кофеин. |                             |                                             |                             |                 |

### Сезон 2 (2015)
| № | Название                    | Режиссёр                                             | Автор сценария   | Дата премьеры   |
| --- | --------------------------- | ---------------------------------------------------- | ---------------- | --------------- |
| 1 | «Моя прекрасная фосса»      | Майкл Райан                                          | Джеймс Вооттон   | 16 октября 2015 |
| У короля Джулиана есть блестящая идея: он приручит Фоссу и обучит ее сохранять мир в его королевстве. Но как всегда всё идет не по плану. |                             |                                                      |                  |                 |
| 2 | «Подгузниковый стиль»       | Шэрон Флинн                                          | Стивен Хеневельд | 16 октября 2015 |
| Король Джулиан находит коробку памперсов и делает из них новый стиль. К сожалению подгузников на всех не хватает, из-за чего между лемурами начинается война. |                             |                                                      |                  |                 |
| 3 | «Кримсон и Кловер»          | Эллиот Оуэн                                          | Кристо Стамболев | 16 октября 2015 |
| Король Джулиан с первого взгляда влюбляется в сестру Кловер, любительницу вечеринок - Кримсон, которая несет разрушение везде, где бы она не появилась. Когда Джулиан и Кримсон планируют пожениться, Кловер прикладывает все усилия, чтобы недопустить этого. |                             |                                                      |                  |                 |
| 4 | «Ананас моей души»          | Алехандро Биен - Уиллнер, Митч Уотсон и Стив Альтире | Джеймс Вооттон   | 16 октября 2015 |
| Масикура заставила короля Джулиана поверить в "божественный ананас", хранящий мудрость предшествующих королей, чтобы уйти в отпуск. Ревнивый Морт постарается избавиться от этого ананаса. |                             |                                                      |                  |                 |
| 5 | «Больше Больше Больше»      | чел какойто                                          | чел какойто      | 16 октября 2015 |
| Морт находит в мусорной гавани настольную игру. Поиграв в неё, Джулиан решает ввести в королевстве деньги. Впоследствии Морт становится богачом, а король Джулиан и его лемуры остаются ни с чем. |                             |                                                      |                  |                 |
| 6 | «Опасное сходство»          | Неизвестно                                           | Неизвестно       | 16 октября 2015 |
| Королю Джулиану предстоит отправиться на встречу с крокодилами, но это может быть очень опасно для его жизни. Чтобы избежать неприятностей, Джулиан решает найти себе двойника в надежде на то, что крокодилы не заметят подмены. |                             |                                                      |                  |                 |
| 7 | «Выборы»                    | чел какой-то                                         | Неизвестно       | 16 октября 2015 |
| Во время церемонии подношения даров Герцу( чудовищу, что живёт в пещере) Джулиан случайно отдаёт на съедение Морта. Вместе с Кловер и Морисом он заходит в пещеру, чтобы спасти Морта, но вместо чудища находит в ней старого лемура. |                             |                                                      |                  |                 |
| 8 | «Папа Джулиан»              | Неизвестно                                           | Неизвестно       | 16 октября 2015 |
| Пообщавшись с лемурятами, Джулиан решает, что хочет иметь ребенка. Морт, узнав об этом, раскрашивает свой хвост в черно-белую полоску, как у Джулиана, и притворяется сыном короля. |                             |                                                      |                  |                 |
| 9 | «Натуральный Роб.»          | Неизвестно                                           | Неизвестно       | 16 октября 2015 |
| Король Джулиан встречает своего давнего приятеля Роба Мак-Тода, который был изгнан из королевства во время правления дяди Джулиана. Воспользовавшись разрешением Джулиана вновь остаться в королевстве, Роб на пару с ним устраивает безумные вечеринки, которые впоследствии приводят к печальным последствиям для окружающих.                                                                                |                             |                                                      |                  |                 |
| 10 | «Человек в железных трусах» | Неизвестно                                           | Неизвестно       | 16 октября 2015 |
| Король Джулиан находит на пляже бутылку с запиской, в которой "бедный король" просит отправить ему тысячу манго в замен на то, что тот вскоре пришлет в четыре раза больше. Джулиан ведется на уловку и выполняет его просьбу. После нескольких отправок фруктов и даже лемуров, Джулиан обнаруживает, что сплавил всё королевство. Так и не дождавшись обещанных даров, он сам отправляется за своим народом. |                             |                                                      |                  |                 |
| 11 | «Планета обезьян.»          | Неизвестно                                           | Неизвестно       | 16 октября 2015 |
| Король Джулиан вспоминает о своей детской мечте и решает полететь на луну. После неудачного полета он находит космическую мартышку, которая может помочь осуществить его планы. |                             |                                                      |                  |                 |
| 12 | «Служба и дружба»           | Неизвестно                                           | Неизвестно       | 16 октября 2015 |
| Король Джулиан замечает, что его советник Морис постоянно куда-то исчезает, а затем возвращается в необычайно приподнятом настроении. Джулиан решает выяснить причину странного поведения Мориса и поручает Кловер шпионить за ним. |                             |                                                      |                  |                 |
| 13 | TBA                         | Неизвестно                                           | Неизвестно       | 16 октября 2015 |
| 14 | TBA                         | Неизвестно                                           | Неизвестно       | 16 октября 2015 |
| 15 | TBA                         | Неизвестно                                           | Неизвестно       | 16 октября 2015 |
| 16 | TBA                         | Неизвестно                                           | Неизвестно       | 16 октября 2015 |